# Schitterend
Schitterend is een Nederlandse komische dramafilm uit 2024 geregisseerd door Maurice Trouwborst. De film is geïnspireerd op de Duitse film Wunderschön en ging op 12 december 2024 in première.

## Verhaal
De film volgt zes verschillende vrouwen, waaronder de recent gepensioneerde Martien die zichzelf opnieuw probeert uit te vinden terwijl haar man Simon geen oog meer voor haar heeft. Hun dochter Jamie probeert door te breken als model en doet er alles aan om zichzelf steeds aan te passen aan der veranderende schoonheidsidealen in de branche. Jamie haar agent Claire worstelt op haar beurt met het loslaten van haar puberende dochter Leyla, die zelf te maken krijgt met de onzekerheden van haar eerste verkering.

## Rolverdeling
| acteur                   | personage |
| ------------------------ | --------- |
| Holly Mae Brood          | Jamie     |
| Annet Malherbe           | Martien   |
| Lies Visschedijk         | Claire    |
| Caro Lenssen             | Sanne     |
| Hannah Hoekstra          | Nina      |
| Bobbie Mulder            | Leyla     |
| Guusje Vos               | Tony      |
| Gijs Scholten van Aschat | Simon     |
| Maarten Heijmans         | Milan     |
| Sidar Toksöz             | Baran     |
| Genesis Akesson          | Tim       |
| Amaryll Crott            | Bodil     |
| Jennifer McKinley        | Scout     |
| Shailesh Ramkisoen       | Joris     |
| Pip Lieke Lucas          | Natasha   |
| Chloe Bonner             | Anna      |
| Joep Vermolen            | Hanno     |
| Ziarah Janssen           | Carolien  |
| Maxiem Ilaro             | Piet      |
| Oliver Ilaro             | Piet      |

## Achtergrond
De film werd geregisseerd door Maurice Trouwborst en geproduceerd door Rachel van Bommel namens productiebedrijf Millstreet Films in samenwerking met Globalgate Entertainment. Het scenario van de film werd geschreven door Lotte Tabbers en is gebaseerd op de Duitse bioscoopfilm Wunderschön uit 2022. De opnamen van de film gingen in april 2024 van start. Hoofdrollen in de film waren weggelegd voor onder anderen Holly Mae Brood, Lies Visschedijk, Caro Lenssen en Bobbie Mulder. Daarnaast verzorgde Brood samen met de band I.O.S. de titelsong van de film.
Op 1 oktober werden de eerste bewegende beelden van de film gedeeld in de vorm van een trailer. Schitterend ging vervolgens op 12 december 2024 in première.